# Friedrich I. von Hohenlohe

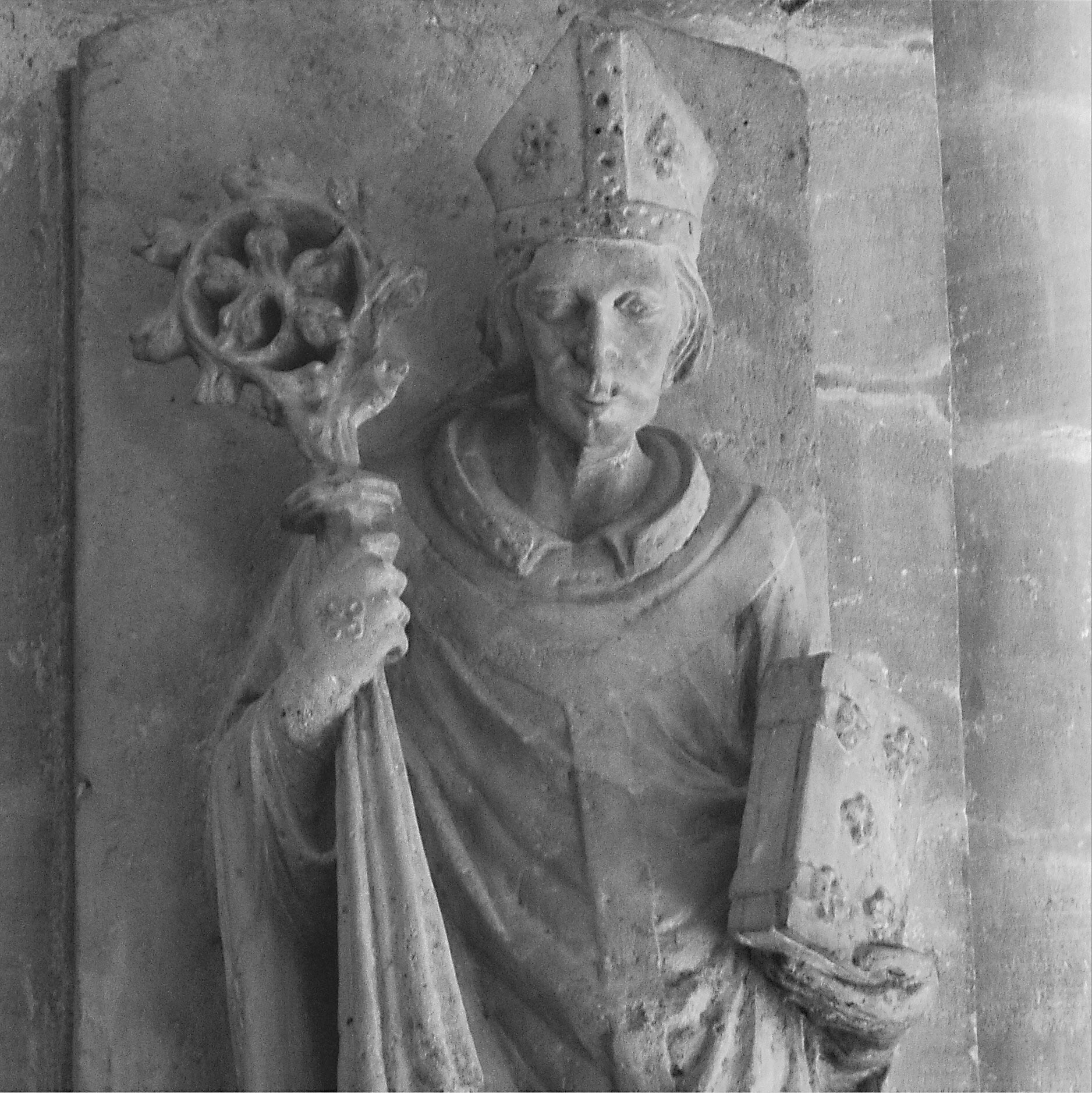
Friedrich von Hohenlohe

Wappen des Hauses Hohenlohe. Als Bischof führte es Friedrich I. von Hohenlohe vermutlich als Element in einem gemehrten Wappen weiter.

Friedrich I. von Hohenlohe († 21. Dezember 1352) war von 1344 bis zu seinem Tode 1352 Fürstbischof des Hochstiftes Bamberg.

## Friedrich I. von Hohenlohe im Familienkontext
Friedrich I. von Hohenlohe stammte aus dem ursprünglich fränkischen Geschlecht des Hauses Hohenlohe (siehe auch Liste hochadeliger Familien in Franken). Er war der Sohn von Albrecht II. von Hohenlohe-Uffenheim († 1312) und der Adelheid von Berg-Schelklingen. Das weitverzweigte Geschlecht mit gräflichen und fürstlichen Linien hatte seinen Stammsitz vermutlich auf Burg Hohlach bei Uffenheim, heute eine Stadt im mittelfränkischen Landkreis Neustadt an der Aisch-Bad Windsheim. Die Familie stellte mit seinem Bruder Albrecht II. von Hohenlohe fast zeitgleich den Bischof von Würzburg (1350–1372). Gottfried III. von Hohenlohe (Amtszeit 1314 bis 1322) war sein Onkel und einer seiner Vorgänger auf dem Würzburger Bischofsstuhl.

## Biografische Daten
Zur Zeit der Ernennung von Friedrich I. von Hohenlohe zum Fürstbischof war Clemens VI. Papst und Ludwig IV. Kaiser. Friedrich unterstützte im weiteren Verlauf sofort den Gegenkönig Karl IV., der sich gegen Ludwig durchsetzte. Kaiser Karl belohnte die Unterstützung Friedrichs mit einer Erweiterung des Hochstiftes nach Süden und Osten.
Unter Friedrich I. wurden 1348 Juden verfolgt und vertrieben. Sie wurden vor allem für den Ausbruch der Pest verantwortlich gemacht. Der Bischof zog Nutzen aus diesen Geschehnissen, indem er in seinem Territorium den Besitz der vertriebenen Juden einzog. An der Stelle der Synagoge befindet sich heute eine Marienkapelle. Die vertriebenen Juden hatten 1365 wieder die Möglichkeit, sich im Gebiet der heutigen Hellerstraße anzusiedeln (siehe auch Synagogen in Bamberg).
In den Orten Hohenpölz, Reckendorf und für Burg Gaillenreuth ist die Zeit des Bischofs maßgeblich für die ersten urkundlichen Erwähnungen. Neuen Besitz erlangte das Bistum aus dem Nachlass des erloschenen Geschlechtes der Schlüsselberger, nachdem Konrad II. von Schlüsselberg im Kampf mit den Nachbarterritorien unterlegen war.

## Wappen
Das Stammwappen der Hohenloher zeigt in Silber zwei übereinanderstehende, rechtsschreitende schwarze Leoparden mit niedergeschlagenen Schweifen; auf dem Helm mit rot-silbernen Decken, ursprünglich mit zwei silbernen Büffelhörnern, die außen mit je 5 goldenen Lindenzweigen bestückt sind, steht später ein silberner Phönix mit roten Schwungfedern an den Flügeln. Üblicherweise greifen die Wappen der Fürstbischöfe das Familienwappen als Element eines gemehrten Wappens wieder auf.

## Epitaph im Bamberger Dom
Das Epitaph von Friedrich im Bamberger Dom ist deshalb bemerkenswert, weil es den Bischof nicht idealisiert darstellt, sondern als alten Mann, in dem Alter, in dem er gestorben ist. Diese Grabplatte wurde das Vorbild für eine ähnliche Darstellung des Bischofs Friedrich II. von Truhendingen.